# Isaac Chocrón
Isaac Chocrón Serfaty (Maracay, 25 settembre 1930 – Caracas, 6 novembre 2011) è stato un drammaturgo, economista e traduttore venezuelano.

## Biografia
Nacque in una famiglia sefardita, studiò letteratura comparata presso l'Università di Columbia.
Conseguì il Bachelor of Arts presso l'Università di Syracuse, il master in relazioni Internazionali presso la Columbia University e il dottorato in sviluppo Economico presso l'Università di Manchester.
Fu il fondatore della National Theater Company e direttore della Scuola di Arti presso l'Università Centrale del Venezuela.

## Opere

### Teatro
- Mónica y el florentino (1959)
- El quinto infierno (1961)
- Amoroso o una mínima incandescencia (1961)
- Animales feroces (1963)
- A propósito del triángulo (Un acto dentro de triángulo) (1964)
- Asia y el Lejano Oriente (1966)
- Libretto per l'opera Doña Bárbara, musica di Caroline Lloyd (1966)
- Tric Trac (1967)
- O.K. (1969)
- La revolución (1971)
- Alfabeto para analfabetos (1973)
- La pereza domina Timbuctú  (un acto dentro de los Siete pecados capitales, 1974)
- La máxima felicidad (1975)
- El acompañante (1978)
- Mesopotamia (1980)
- Simón (1983)
- Clipper (1987)
- Solimán el magnífico (1991)
- Escrito y sellado (1993)
- Volpone y el alquimista (1996)
- Uno reyes uno (1996)
- Tap dance (1999)
- Los navegaos (2006)

### Racconti
- Pasaje (1954)
- Se ruega no tocar la carne por razones de higiene (1971)
- Pájaro de mar por tierra (1973)
- Rómpase en caso de incendio (1975)
- Cincuenta vacas gordas (1982)
- Toda una dama (1988)
- Pronombres personales (2002)
- El vergel (2005)

### Saggi
- Tendencias del teatro contemporáneo (1966)
- Color natural (1968)
- Maracaibo 180º (1978)
- Tres fechas claves del teatro venezolano (1979)
- Sueño y tragedia en el teatro norteamericano (1985)
- 40x50, cincuenta años de Corimón, cinco fotógrafos (1989)
- El teatro de Sam Shepard (1991).